# Silvester Brito
Silvester Brito és un antropòleg indi estatunidenc, nascut a Oklahoma. Descendent de comantxes i tarascos, és graduat per antropologia i folklore per la Universitat d'Indiana. Preocupat per les qüestions metafísiques i filosòfiques dels indis, és autor dels estudis The way of a peyote roadman (1989), Man from a rainbow (1983), Red cedar warrior (1986), Looking through a squared-off circle (1985).